# Fuat Bavuk
Fuat Bavuk (* 11. August 2000 in Istanbul) ist ein türkischer Fußballspieler.

## Sportlicher Werdegang
Bavuk entstammt der Jugend von Ümraniyespor und sammelte für den Klub als Teenager mit Kurzeinsätzen erste Erfahrung in der zweiten Liga, ab 2019 sammelte er auf Leihbasis bei verschiedenen Klubs in unteren Ligen Spielpraxis. Zunächst spielte er beim Viertligisten Şile Yıldızspor, anschließend beim Viertligisten Adıyaman FK und Serik Belediyespor. Für den Drittligisten erzielte der Stürmer beim einzig gewonnenen Hauptrundenspiel im türkischen Pokalwettbewerb 2021/22 beim 7:0-Sieg über Pazarspor fünf Tore – das reichte trotz der anschließenden 0:5-Niederlage in der vierten Hauptrunde gegen Adana Demirspor, um sich gemeinsam mit Şükrü Kaan Kılıçaslan von 52 Orduspor, Arb Manaj von Bandırmaspor und Emre Okur von Kahta 02 Spor zum Torschützenkönig des Wettbewerbs zu krönen.
Im Sommer 2022 wechselte Bavuk zum Drittligisten İskenderunspor 1967, der ihn wenige Wochen später bis zum Jahresende an den Ligakonkurrenten 1461 Trabzon FK verlieh. Ab Januar 2023 lief er als Leihspieler für den Drittligisten Kastamonuspor 1966 auf. Im September des Jahres schloss er sich dem Drittligaaufsteiger Yeni Mersin İdmanyurdu an, nachdem kurz zuvor der Vertrag mit İskenderunspor aufgehoben worden war.